# Jack Medica
Jack Chapman Medica (* 5. Oktober 1914 in Seattle; † 15. April 1985 in Carson City, Nevada) war ein US-amerikanischer Schwimmer.
Bei den Olympischen Sommerspielen 1936 in Berlin wurde er Olympiasieger über 400 m Freistil. Ferner gewann er über 1500 m Freistil und mit der amerikanischen 4 × 200-m-Freistilstaffel die Silbermedaille. Im Jahr 1966 wurde er in die Ruhmeshalle des internationalen Schwimmsports aufgenommen.